# US Open 2018/Quaddoppel
Das Quaddoppel (Rollstuhl) der US Open 2018 war Teil der Rollstuhltenniswettbewerbe in New York City vom 6. bis zum 9. September.
Vorjahressieger waren Andrew Lapthorne und David Wagner.

## Setzliste
| Nr. | Paarung                       | Erreichte Runde |
| --- | ----------------------------- | --------------- |
| 01. | Andrew Lapthorne David Wagner | Sieg            |
| 02. | Dylan Alcott Bryan Barten     | Finale          |

## Ergebnis
Zeichenerklärung
- Q = Qualifikant
- WC = Wildcard
- LL = Lucky Loser
- ITF = qualifiziert über ITF-Ranking
- ALT = alternate (Ersatz)
- PR = Protected Ranking
- SE = Special Exempt
- r = retired (Aufgabe)
- d = Disqualifikation
- w.o. = walkover
- [ ] = Match-Tie-Break

|  | Finale |                               |   |   |      |
|  |        |                               |   |   |      |
|  | 1      | Andrew Lapthorne David Wagner | 3 | 6 | [10] |
|  | 2      | Dylan Alcott Bryan Barten     | 6 | 0 | [4]  |
|  |        |                               |   |   |      |